# Filopatria
In zoologia, si dice filopatria la tendenza di alcune specie di  animali migratori a tornare in un luogo particolare per nutrirsi o riprodursi. Tale luogo, nonostante il significato della parola (dal greco philos + patrìa, "amore per la patria"), non è necessariamente il luogo dove l'animale è nato.
Esistono infatti due tipi di filopatria:
- Filopatria natale, nel caso in cui gli animali tornano nel luogo in cui sono nati al fine del riprodursi (ad esempio i salmoni);
- Filopatria riproduttiva, nel caso in cui gli animali tornano per vari anni a riprodursi in un particolare posto (ad esempio le sule);

Gli animali migratori possono mostrare inoltre filopatria per altri siti, come ad esempio le aree di sosta durante la migrazione, i siti dove effettuare la muta o i posti dove svernare.
Si pensa che questa caratteristica si sia evoluta per preservare gli adattamenti di un animale a un determinato ambiente, poiché raramente gli animali che mostrano filopatria riescono a riprodursi bene in ambienti diversi da quelli natali, e quindi la selezione sessuale ha favorito coloro che hanno mostrato fedeltà al sito d'origine.
A volte, il termine viene applicato anche ad animali che vivono in vari nidi, occupandoli a rotazione e a seconda delle costruzioni climatiche (varie specie di api e vespe).